# 兵庫県立淡路視覚特別支援学校
兵庫県立淡路視覚特別支援学校（ひょうごけんりつ あわじ しかくとくべつしえんがっこう）は、かつて兵庫県洲本市上物部二丁目にあった県立特別支援学校。視覚障害を抱える児童・生徒を対象としていた。

## 設置学部
- 小学部
- 中学部
- 高等部
  - 本科保健理療科
  - 専攻科理療科

## 歴史
- 1948年（昭和23年）10月 - 兵庫県立淡路盲学校として創立
- 1954年（昭和29年）4月 - 中学部設置
- 1961年（昭和36年）4月 - 高等部理療科設置
- 1967年（昭和42年）10月 - 校歌制定
- 1973年（昭和48年）4月 - 高等部に本科保健理療科、専攻科理療科設置
- 1975年（昭和50年）3月 - 高等部理療科廃止
- 1998年（平成10年）10月 - 創立50周年記念式典挙行
- 2007年（平成19年）4月 - 学校名を兵庫県立淡路視覚特別支援学校に変更
- 2009年（平成21年）3月 - 最後の在籍生徒の卒業をもって閉校